# 미 해병대원 버스비어 기증 태극기
미 해병대원 버스비어 기증 태극기는 대한민국 경기도 하남시에 있는 태극기이다. 2008년 8월 12일 대한민국의 국가등록문화재 제383호로 지정되었다.

## 개요
미 해병대 출신 A. W. 버스비어(A. W. Busbea)가 한국 전쟁 당시 우리 시민에게 받아 전쟁 기간 내내 군용 트럭에 꽂고 다니다 귀국 시 갖고 돌아가 보관한 태극기이다.

## 같이 보기
- 태극기

## 참고 자료
- 미 해병대원 버스비어 기증 태극기 - 국가유산청 국가유산포털